# دياني هيلدبراند
دياني هيلدبراند (بالإنجليزية: Diane Hildebrand)‏ هي مغنية مؤلفة أمريكية، ولدت في 13 أبريل 1945 في روزويل في الولايات المتحدة.

## وصلات خارجية
- دياني هيلدبراند على موقع IMDb (الإنجليزية)
- دياني هيلدبراند على موقع ميوزك برينز (الإنجليزية)
- دياني هيلدبراند على موقع أول ميوزيك (الإنجليزية)
- دياني هيلدبراند على موقع ديسكوغز (الإنجليزية)
- دياني هيلدبراند على موقع ديسكوغز (الإنجليزية)